# Genna
Genna (元和?) fu un'era del Giappone (年号?, nengō,  lett. "nome dell'anno"), dopo Keichō e prima di Kan'ei, che andò dal 1615 al 1624. L'imperatore regnante fu Go-Mizunoo-tennō (後水尾天皇?).

## Il cambio di era
- Genna gannen (元和元年?); 1615: il nome del periodo fu cambiato per celebrare l'incoronazione ad imperatore di Go-Mizunoo e la ritrovata stabilità del Paese dopo l'assedio di Osaka (大坂の役,?, Ōsaka-no-eki, o, più comunemente, 大坂の陣 Ōsaka-no-jin). La nuova era cominciò nel 20º anno della precedente era Keichō.

L'assedio di Osaka comprende una serie di battaglie condotte dallo shogunato Tokugawa che portarono alla sconfitta e alla distruzione del clan Toyotomi. L'assedio ebbe inizio con la campagna invernale del 1614 e, dopo una tregua, proseguì ed ebbe fine con la campagna estiva del 1615, mettendo fine all'ultima grande opposizione armata contro l'egemonia e la stabilità dello shogunato. La fine di questo periodo di guerra è anche chiamato armistizio di Genna (元和偃武,?, Genna-enbu) perché il nome dell'era fu cambiato da Keichō in Genna immediatamente dopo questi fatti.
Per ordine di Tokugawa Ieyasu, il nome dell'era dell'Imperatore Xuanzong di Tang Cina fu adottato.

## Eventi dell'eraGenna
- Genna 1 (1615): Tokugawa Ieyasu e suo figlio, lo Shogun Hidetada, marciano contro il castello di Osaka, che viene conquistato ed incendiato; tuttavia, Hideyori riesce a fuggire verso Satsuma dove aveva precedentemente preparato un rifugio.[2]
- Genna 1, il nono giorno del settimo mese (1º settembre, 1615): Ieyasu abbatte l'Hōkoku-jinja.[3]
- Genna 1, il ventottesimo giorno del settimo mese (1615): Ieyasu promulga il Genna-rei in 17 clausule.[4]
- Genna 2, il diciassettesimo giorno del quarto mese (1616): Ieyasu muore presso Suruga.[2]
- Genna 3, il ventiseiesimo giorno dell'ottavo mese (1617): L'ex-Imperatore Go-Yōzei muore. Viene sepolto presso Nikkō.[2]
- Genna 4, nell'ottavo mese (1618): una cometa appare in cielo.[2]
- Genna 6, il sesto giorno del sesto mese (15 luglio, 1620): L'imperatore si sposa con Tokugawa Kazuko, figlia dello Shogun Hidetada.[5]
- Genna 6 (1620): molti fuochi divampano presso Mikayo il trentesimo giorno del secondo mese ed il quarto giorno del terzo mese.[2]
- Genna 9, il dodicesimo giorno dell'ottavo mese (6 settembre, 1623): il bakufu alza il mantenimento Imperiale permesso di diecimila koku.[4]
- Genna 9 (1623): Tokugawa Iemitsu, figlio di Hidetada, va alla corte dell'imperatore dove viene nominato Shogun.[2]